# Jadranovo
Jadranovo is een kleine plaats aan de noordelijke kust van Kroatië. Het toeristenoord maakt deel uit van de gemeente Crikvenica.

## Geografie
Jadranovo bevindt zich ongeveer 9 km ten noorden van Crikvenica en 25 km ten zuiden van de grote havenplaats Rijeka. Jadranovo bestaat uit een lang lint langs de noordelijke Adriatische kust aan de lange zeearm die het eiland Krk scheidt van het vasteland. Het dorp bestaat van noord naar zuid uit de wijken Neriz, Šiljevica, Ivani, Banija, dan is er een schiereiland en volgen de wijken Havišće, Kloštar en Perhati; boven aan de verbindingsweg die van Rijeka zuidelijk voert liggen nog Katun, Krasa en Smokovo. Het schiereiland omsluit de kleine baai van Lokvišće. In de winter telt Jadranovo ca. 900 inwoners, in de zomer groeit dit aan tot 3000 en meer; veel Kroaten, bijvoorbeeld uit Zagreb, hebben er een zomerhuis.

## Geschiedenis

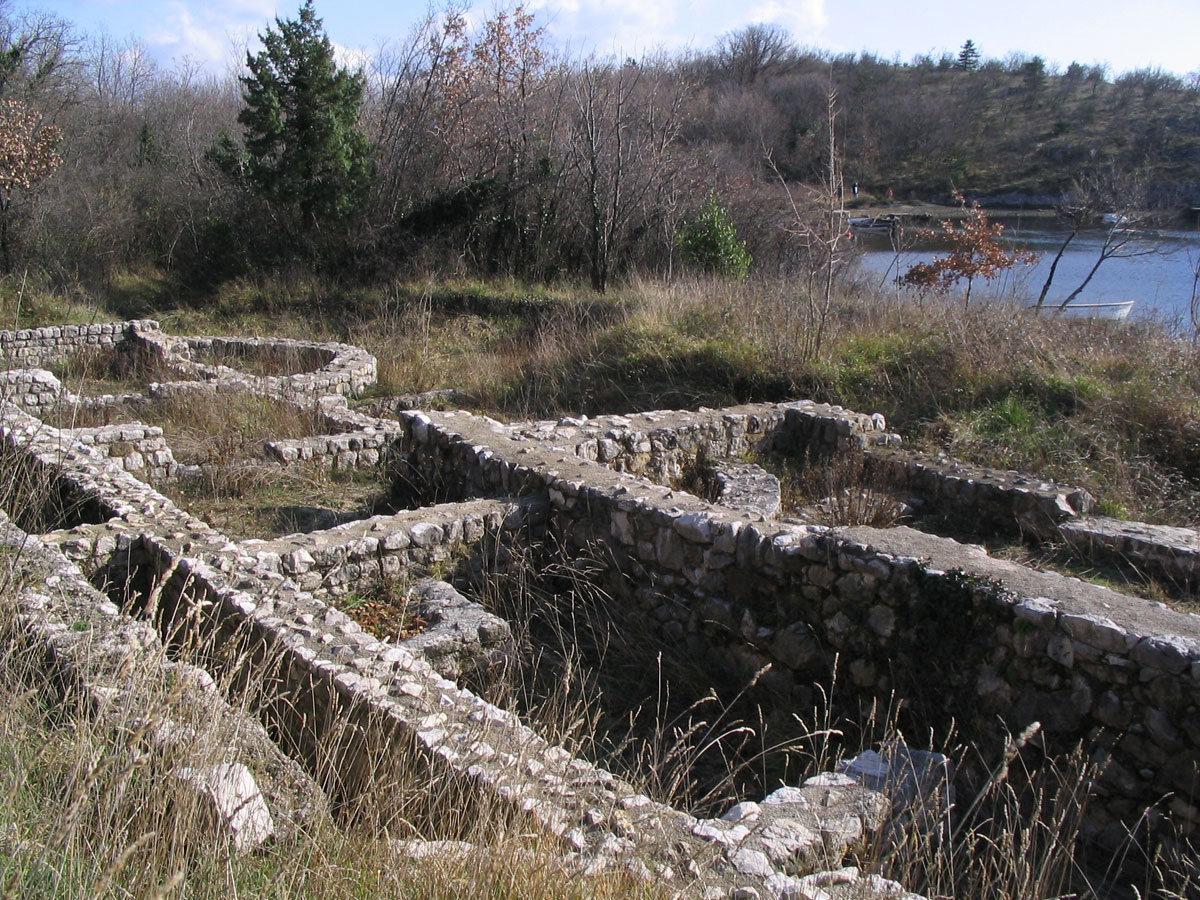
Archeologische ruïnes Lokvišće

Het aangename klimaat van Jadranovo heeft al vroeg geleid tot bewoning. De oudste archeologische ruïnes van Lokvišće dateren van de jonge steentijd (6500 v.Chr. - 4000 v.Chr.). In de baai van Lokvišće is een aantal gebroken amfora's gevonden. Die geven aan dat Lokvišće een kleine havenplaats was met warenhuizen voor de productie en opslag van wijn en olijfolie.

In de 8e en 9e eeuw werd deze streek bevolkt door Kroaten van het noorden van Dalmatië. Aan het begin van de 20e eeuw was Jadranovo een dorp van vissers en metselaars.

## Toerisme
In 1935 begon het toerisme op te komen. Deze sector zou de belangrijkste bron van inkomsten voor het dorp gaan opleveren. Tegenwoordig is de gehele kuststrook het toneel van terrasjes, restaurants en verkopers van souvenirs en badartikelen. In de zomer worden er evenementen georganiseerd als vuurwerk, de dag van de patroon van de kerk, Sint-Jacobus, en het vissersfestival. Er zijn geen grote toeristenhotels; de meeste gasten maken gebruik van privéaccommodaties en pensions, of komen als dagtoerist van elders.